# Baigts-de-Béarn
Baigts-de-Béarn – miejscowość i gmina we Francji, w regionie Nowa Akwitania, w departamencie Pireneje Atlantyckie.
Według danych na rok 1990 gminę zamieszkiwało 777 osób, a gęstość zaludnienia wynosiła 57 osób/km² (wśród 2290 gmin Akwitanii Baigts-de-Béarn plasuje się na 533. miejscu pod względem liczby ludności, natomiast pod względem powierzchni na miejscu 840.).